# Ligne 3 du tramway de Berne
 (novembre 2021).
Si vous disposez d'ouvrages ou d'articles de référence ou si vous connaissez des sites web de qualité traitant du thème abordé ici, merci de compléter l'article en donnant les références utiles à sa vérifiabilité et en les liant à la section « Notes et références ».
La ligne 3 du tramway de Berne est l'une des cinq lignes de la capitale suisse. Cette courte ligne relie la gare de la ville à Weissenbühl au sud de la commune.

## Chronologie
- 1894 : ouverture de la partie Bern Bahnhof - Weissenbühl dans le cadre de l'ouverture de la ligne II Länggasse - Wabern.
- 22 janvier 1902 : début de l'exploitation de la ligne en traction électrique.
- 1911 : le terminus Weissenbühl est utilisé comme terminus de la ligne B (anciennement II) qui va jusqu'à Papiermühlestrasse (aujourd'hui Guisantplatz). La nouvelle ligne D (anciennement VI) dessert également l'intégralité de la ligne actuelle.
- 1912 : la ligne D dessert le quartier Monbijou. La voie au delà de Weissenbühl n'est plus utilisé en service commercial. La ligne B change d'indice et devient la ligne 3/4.
- 1er septembre 1947 : la ligne 3/4 devient la ligne 3 et est limitée à Bern Bahnhof.
- 28 octobre 1973 : prolongement de la ligne jusqu'à Saali.
- 12 décembre 2010 : la ligne est limitée à Bern Bahnhof.

## Liste des stations
|  |   |  | Station        | Lat/Long                    | Commune | Correspondances                                                                                   |
|  | - |  | -------------- | --------------------------- | ------- | ------------------------------------------------------------------------------------------------- |
|  | O |  | Bern Bahnhof   | 46° 56′ 51″ N, 7° 26′ 25″ E | Berne   | 6, 7, 8, 9, 10, 11, 12, 17, 19, 20, 21, 30, 100, 101, 102, 103, 104, 105, 106, 107, Gare de Berne |
|  | o |  | Hirschengraben | 46° 56′ 48″ N, 7° 26′ 16″ E | Berne   | 6, 7, 8, 9, 10, 11, 17, 19, 30                                                                    |
|  | o |  | Kocherpark     | 46° 56′ 45″ N, 7° 26′ 03″ E | Berne   | 6, 7, 8, 17                                                                                       |
|  | o |  | Hasler         | 46° 56′ 37″ N, 7° 25′ 56″ E | Berne   | 17                                                                                                |
|  | o |  | Eigerplatz     | 46° 56′ 28″ N, 7° 25′ 52″ E | Berne   | 10, 28                                                                                            |
|  | o |  | Beaumont       | 46° 56′ 15″ N, 7° 25′ 56″ E | Berne   | 28                                                                                                |
|  | O |  | Weissenbühl    | 46° 56′ 08″ N, 7° 26′ 00″ E | Berne   |                                                                                                   |

## Galerie de photographies

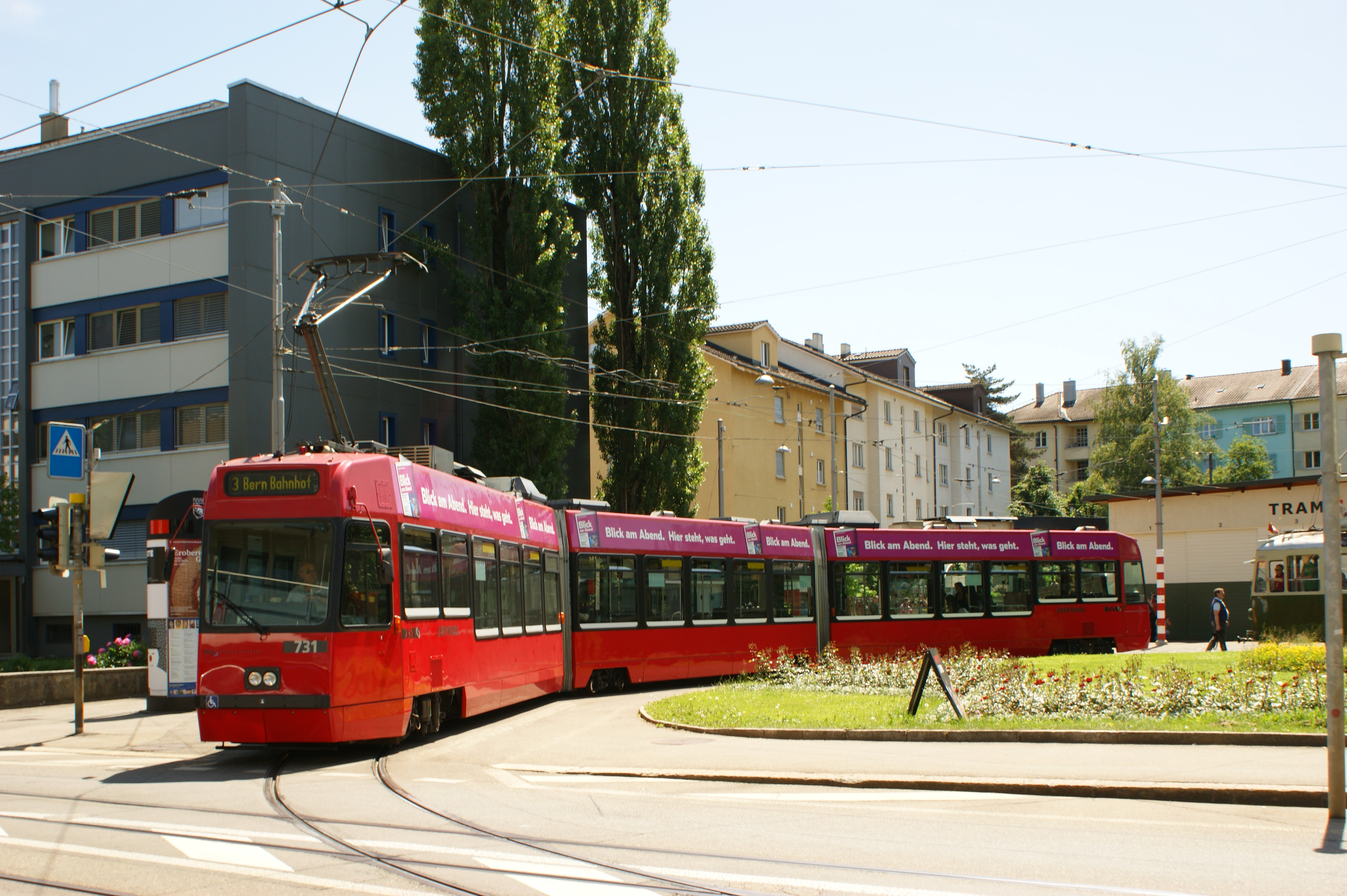
Rame 731 (Be 4/8) à Weissenbühl.
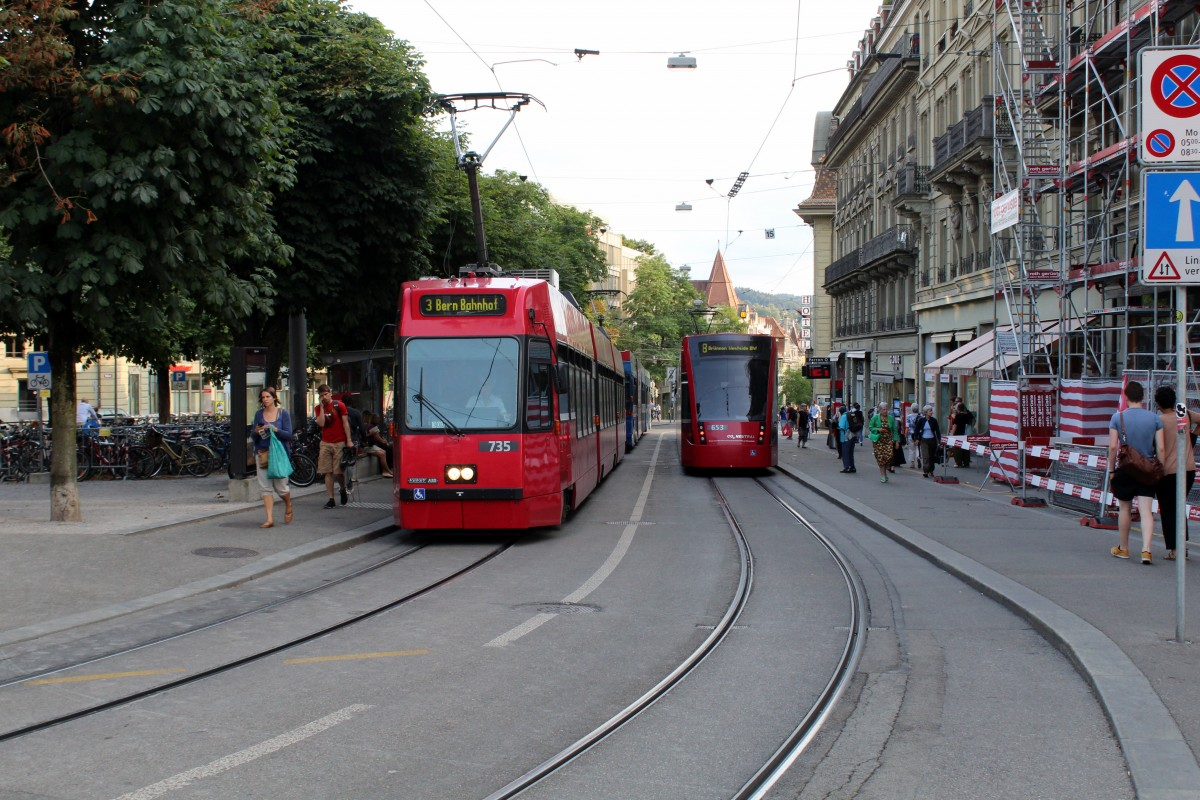
Rame 735 (Be 4/8) croisant la rame 653 (Be 6/8) sur la ligne 8 à la station Hirschengraben.
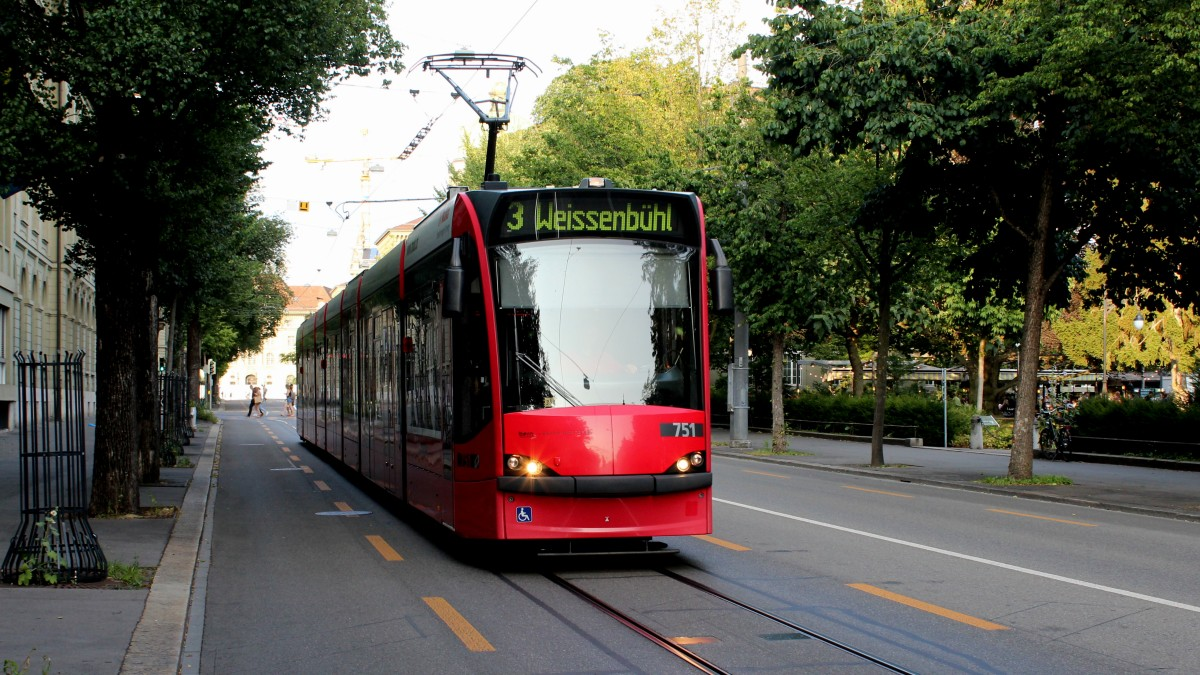
Rame 751 (Be 6/8) peu après son départ de Bern Bahnhof.